# نورپردازی مصنوعی

## مقدمه
نور اساس عکاسی است. «فتو» خود به معنای نور است. جایی که نور وجود ندارد عکسی هم نمی‌توان گرفت. با استفاده از نور می‌توان قسمت‌هایی از سوژهٔ را جلوی دوربین در روشنایی قرار داده و قسمت‌های دیگر را در سایه و تاریکی قرار داد.

## تعریف
به کلیهٔ نورهایی که غیر از نور خورشید یا انعکاس و بازتاب آن (مانند نور ماه) باشد نور مصنوعی گفته می‌شود. تعداد و تنوع نورهای مصنوعی به تعداد مصنوعات بشر در این زمینه بازمی‌گردد. از این میان، فقط تعدادی از نورهای مصنوعی بیشتر از باقی در ثبت تصویر مورد استفاده قرار می‌گیرند.

## نور از نظر یک فیزیکدان
انرژی تابشی بر اثر تغییرات اتمی در ساختمان فیزیکی ماده به وجود می‌آید، از منبع خود در تمامی جهات به جریان می‌افتد و به شکل امواج منتشر می‌شود. هر موج دو شاخص دارد ۱- طول موج، ۲- فرکانس.

## عملکرد نور
- نور، سوژه را قابل رؤیت می‌کند.
- نور، حجم و عمق را مجسم می‌کند.
- نور، بافت را ملموس می‌کند.
- نور، حالت عکس را تعیین می‌کند.
- نور، طرح‌هایی از روشنی و سایه می‌سازد.

## کیفیت نور در عکاسی
پنج کیفیت مهم نور در عکاسی ۱- درخشش، ۲- رنگ، ۳- جهت، ۴- تضاد، ۵- سایه که هر یک از کیفیات نقش مهم و گاه تعیین‌کننده در خلق هر عکس ایفا می‌کنند.

## نور از جهت‌های مختلف
- نور جلو
- نور جانبی (پهلو)
- نور پشت
- نور بالا
- نور پایین
- نور چند جهتی

## تقسیم‌بندی کلی نور مصنوعی
1. نورهای پیوسته
2. نورهای ناپیوسته